# Conrad Grebel
Conrad Grebel, (1498 – 1526), filho de um nobre comerciante pode ser considerado o pai do anabatismo suíço e co-fundador do movimento Irmãos Suíços.

## Início da vida
Conrad Grebel nasceu, provavelmente, em Grüningen no Cantão de Zurique, em 1498, filho de Junker Jakob e Dorothea Grebel, o segundo de seis filhos. Ele passou o início de sua vida no Grüningen, e em seguida foi para Zurique com a sua família, por volta de 1513. Ele passou vários anos estudando no exterior, trabalhou como revisor na Basileia, casou-se em 1522 e tornou-se um ministro cristão por volta de 1523.[carece de fontes?]

## Ministério
Conrad Grebel, provavelmente experimentou a conversão algo antes de 1522. Sua vida mostrou uma mudança drástica, ele tornou-se um fervoroso defensor da pregação e reformas de Zwinglio. Ele alcançou a liderança entre os jovens de Zwinglio e entusiastas seguidores. Esta aproximação e o apoio entusiástico de Zwinglio foi desafiada pela Segunda Disputa em Zurique, em outubro de 1523. Grebel e Zwinglio dividiram-se sobre a abolição da Missa.[carece de fontes?] Zwinglio, antes do conselho, defendeu a abolição da Missa e remoção das imagens da igreja. Mas quando ele viu que o conselho da cidade não estava preparado para tais mudanças radicais, ele optou por não romper com o conselho, e continuou a realizar a Missa, até que foi extinta em Maio de 1525. Grebel viu isso como uma questão de obedecer a Deus em vez de homens, e, com os outros, não conseguiu conscientemente continuar naquilo que eles condenaram como não bíblicos. Esses jovens radicais sentiram-se traídos por Zwinglio, enquanto Zwinglio os considerava irresponsáveis.
Cerca de 15 homens romperam com Zwinglio e, enquanto não tomavam nenhuma ação específica naquela época, reuniam-se regularmente para oração, comunhão e estudo bíblico. Durante este tempo de espera pela direção de Deus, eles buscaram conexões religiosas fora de Zurique. Grebel escreveu a Andreas Karlstadt e Martinho Lutero no verão de 1524, e a Thomas Müntzer em setembro. Karlstadt viajou para Zurique e se encontrou com eles em outubro desse ano. Apesar das semelhanças aparentes, nenhuma conexão entre os radicais de Zurique e Karlstadt chegou se concretizar. Em sua carta a Müntzer, Grebel encorajou Müntzer em sua oposição a Lutero, mas também o repreendeu por vários erros que sentiu que ele estava fazendo. Ele pediu que Müntzer não tomasse em armas. A carta foi devolvida a Grebel, nunca tendo chegado a Müntzer.[carece de fontes?].
A questão final para separar completamente os laços entre os radicais e Zwinglio foi a questão do batismo infantil. Um debate público foi realizado em 17 de janeiro de 1525. Zwinglio argumentou contra Grebel, Manz e George Blaurock. O conselho da cidade decidiu em favor de Zwinglio e do batismo infantil, ordenou que o grupo de Grebel cessasse suas atividades e ordenou que qualquer bebê não batizado fosse submetido para o batismo no prazo de 8 dias. O incumprimento da ordem do conselho resultaria no exílio do cantão. Grebel tinha uma filha pequena, Issabella, que não tinha sido batizada, e ele resistiu resolutamente a decisão. Ele não pretendia que fosse batizada.
O grupo reuniu-se para um conselho em 21 de janeiro na casa de Felix Manz. Esta reunião foi ilegal de acordo com a nova decisão do conselho. George Blaurock pediu a Grebel que o batizasse em uma confissão de fé. Depois, Blaurock batizou os outros presentes. Como um grupo eles prometeram manter a fé do Novo Testamento e viver como discípulos, separados do mundo. Eles deixaram a pequena reunião cheio de zelo para encorajar todos os homens a seguirem seus exemplos.[carece de fontes?]
Sendo bem conhecido em Zurique, Grebel deixou o trabalho para os outros e partiu para uma missão evangelística para as cidades vizinhas. Em fevereiro, Grebel batizou Wolfgang Ulimann por imersão no rio Reno. Ulimann estava em St. Gall, e Grebel viajou lá na primavera. Conrad Grebel e Wolfgang Ulimann passaram vários meses pregando com muito sucesso na área de St. Gall. No verão ele foi a Grüningen e pregou com grande efeito. Em outubro de 1525, ele foi preso. Enquanto estava na prisão, Grebel conseguiu preparar uma defesa da posição anabaptista no batismo. Com a ajuda de alguns amigos, ele escapou em março de 1526. Ele continuou seu ministério e, em algum momento, conseguiu imprimir seu panfleto. Grebel foi para a região de Maienfeld no cantão de Grisons (onde morava a sua irmã mais velha). Pouco depois da chegada, ele morreu, provavelmente em julho ou agosto.[carece de fontes?]

## Obras e significado
As obras existentes de Conrad Grebel consistem em 69 cartas escritas por ele de setembro de 1517 a julho de 1525, três poemas, uma petição ao conselho de Zurique e porções de um panfleto escrito por ele contra o batismo infantil, conforme citado por Zwinglio em seus contra-argumentos. Três cartas escritas para Grebel (Benedikt Burgauer, 1523, Vadian, 1524 e Erhard Hegenwalt, 1525) foram preservadas. A maioria das 69 cartas escritas por Grebel são de seus anos estudantis, portanto, lançam pouca luz sobre o seu ministério como anabaptista.[carece de fontes?]
Grebel realizou o primeiro batismo adulto conhecido associado à Reforma, e foi referido como o "líder" dos anabatistas em Zurique. Zwinglio não se queixou de grandes diferenças com o Grebel nos pontos cardinais da teologia e minimizou as diferenças de Grebel como "coisas sem importância para o exterior, como estas, se crianças ou adultos devem ser batizados e se um cristão pode ser um magistrado". No entanto, essas diferenças revelam uma divisão profunda do pensamento sobre a natureza da igreja e a relação da igreja e do cristão com o mundo. As crenças de Conrad Grebel e dos Irmãos Suíços deixaram uma impressão sobre a vida e o pensamento de Amish, Batistas, Dunkers e igrejas menonitas, bem como numerosos movimentos religiosos pietistas e livres. Onde os outros apenas desejavam a restituição ou diminuíam de muitas reformas, Grebel e seu grupo agiam de forma decisiva e com grande risco pessoal. A liberdade de consciência e a separação da igreja e do estado são dois grandes legados do movimento anabaptista iniciado por esses irmãos suíços.[carece de fontes?]